# Naoki Kusunose
Naoki Kusunose (japanisch 楠瀬 直木 Kusunose Naoki; * 17. April 1964 in der Präfektur Tokio) ist ein japanischer Fußballspieler und -trainer.

## Karriere
Kusunose erlernte das Fußballspielen in der Universitätsmannschaft der Hōsei-Universität. Seinen ersten Vertrag unterschrieb er 1987 bei Yomiuri. Der Verein spielte in der höchsten Liga des Landes, der Japan Soccer League. 1987 gewann er mit dem Verein den Kaiserpokal. 1989/90 wurde er mit dem Verein Vizemeister der Japan Soccer League. 1990 wechselte er zum Ligakonkurrenten Honda FC. Ende 1995 beendete er seine Karriere als Fußballspieler.
Von 2015 bis 2018 trainierte Kusunose die U-17-Juniorinnennationalmannschaft der Frauen. 2016 erreichte er das Finale des U-17-WM der Frauen 2016.